# Trephopoda ctenipalpis
Trephopoda ctenipalpis is een spinnensoort uit de familie van de bodemjachtspinnen (Gnaphosidae).
De wetenschappelijke naam van de soort werd in 1927 als Upognampa ctenipalpis gepubliceerd door Reginald Frederick Lawrence.